# Adriaen Pietersz Crabeth
Adriaen Pietersz Crabeth (1510–1553), est un artiste peintre néerlandais de vitraux de la Renaissance.

## Biographie
Crabeth est né à Gouda. Selon Karel van Mander, il est l'élève du verre de vitraux Jan Swart van Groningen (en) Il prend son nom de son père "Krepel Pieter" (en anglais : "Cripple Peter"), bon élève, il dépasse rapidement son maître, il est mort jeune à Autun.
Selon le RKD, il est le fils de Pieter Dirksz Crabeth, et le frère du peintre sur vitraux de Gouda Wouter Crabeth I et Dirk Crabeth. Il devient un élève de Jan Swart de Groningen, mais il est mort relativement jeune, à Autun.